# Runddysse von Neble

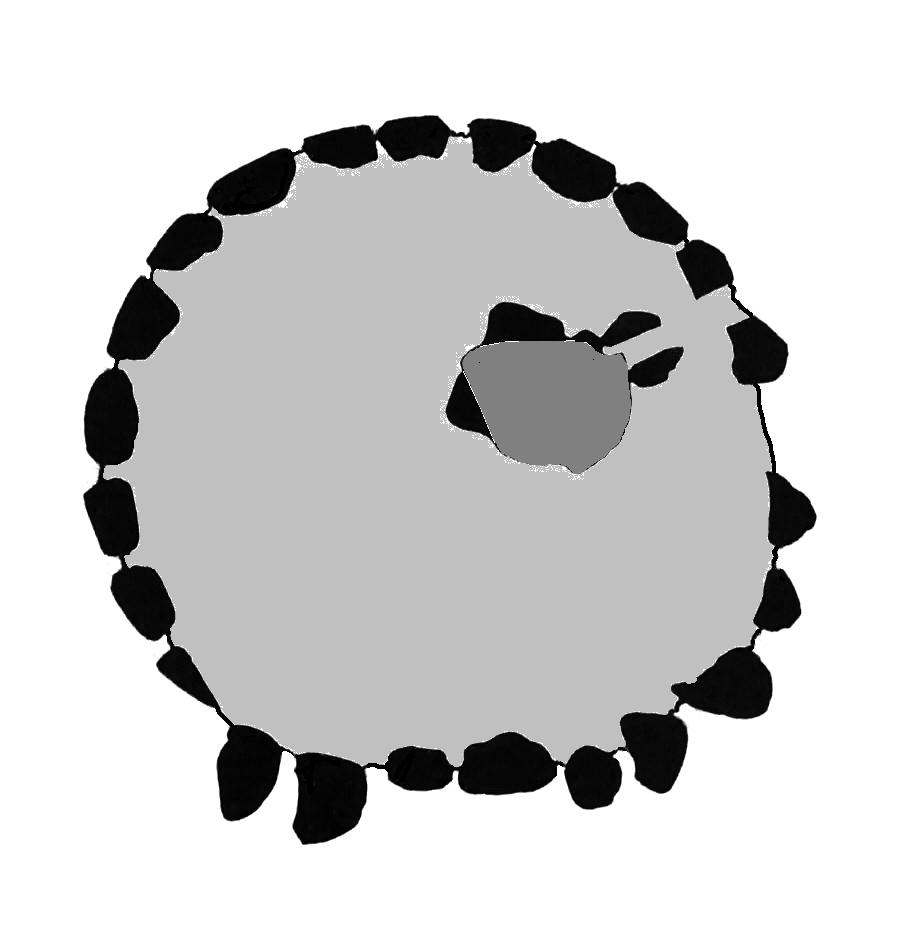
Schema eines Runddolmen

Der Runddysse von Neble liegt auf einem Hügel ohne erhaltene Randsteineinfassung, nördlich von Boeslunde auf der Insel Seeland in Dänemark. Er ist nicht zu verwechseln mit dem Jordehøj von „Neble“ bei Stege auf Møn. Der Runddysse entstand zwischen 3500 und 2800 v. Chr. als Megalithanlage der Trichterbecherkultur (TBK).
Der Ost-West orientierte Dolmen liegt stark außermittig in einem 0,5 bis 2,8 m hohen Rundhügel von 8,0 × 7,0 m Durchmesser. Die innen leicht trapezoide, etwa 2,0 × 1,0 m messende Kammer ist im Osten offen. Sie wird, gänzlich ohne Zwischenmauerwerk, von je zwei seitlichen Tragsteinen, einem Endstein, einem koaxialen, nach Norden verschobenen Türstein und dem etwa 3,0 × 2,0 m messenden Deckstein gebildet. Die beiden erhaltenen seitlichen Gangsteine verlängern die Seitenfront der Kammer geradlinig. Der Dolmen liegt etwa 75 m östlich des Gryderupvej (Straße).